# La Palma, Ixmiquilpan
La Palma är en ort i Mexiko.   Den ligger i kommunen Ixmiquilpan och delstaten Hidalgo, i den sydöstra delen av landet, 130 km norr om huvudstaden Mexico City. La Palma ligger 1 782 meter över havet och antalet invånare är 287.
Terrängen runt La Palma är kuperad åt nordväst, men åt sydost är den platt. Terrängen runt La Palma sluttar söderut. Runt La Palma är det ganska tätbefolkat, med 155 invånare per kvadratkilometer. Närmaste större samhälle är Ixmiquilpan, 9,0 km söder om La Palma. Trakten runt La Palma består i huvudsak av gräsmarker.